# Cobadin, Constanța
Cobadin (în trecut Kobadin, Cobadinu) este satul de reședință al comunei cu același nume din județul Constanța, Dobrogea, România. Se află în partea de central-sudică a județului, în Podișul Cobadin, la o distanță de 38 km de Constanța și la 17 km de orașul Medgidia.
În perioada 1890-1892 localitatea a fost populată cu coloniști de origine germană, cunoscuți ca germani dobrogeni. Majoritatea au părăsit localitatea în 1940, fiind strămutați cu forța în Germania, sub lozinca Heim ins Reich (Acasă în Reich). La 31 decembrie 2021 populația satului de reședință, Cobadin, era de ▲ 6821 locuitori, în creștere față de recensământul din 2002 când avea o populație de 6428 locuitori.

## Demografie
Comunitatea musulmană din comună a construit în anul 1932 o moschee, care are 130 m² și capacitatea sa este de 200 de persoane.

## Personalități
- Virgil Teodorescu (1909 - 1987), scriitor, eseist;
- Nicolae Ionescu-Pallas (1932 - 2017), fizician
- Nicolae Stavarache (n. 1945), sportiv la bob și sanie.